# 2009年のインド
2009年のインドでは、2009年のインドに関する出来事について記述する。

## できごと

### 2月
- 2月22日 - インドを舞台にした映画『スラムドッグ$ミリオネア』が、米アカデミー賞で作品賞など8部門を受賞。インド国内では、称賛の声があがる一方、宗教や貧困の描写などをめぐって、様々な議論を呼んだ[1][2]。

### 4月
- 4月16日 - インド下院総選挙（定数545議席中の543議席）、第1回投票実施。インドは世界最大の有権者数約7億1,400万人を抱えており、テロ対策などの要員確保のため、投票は、4月16日（124議席）、23日（140議席。一部は22日に投票（1議席））、30日（107議席）、5月7日（85議席）、13日（86議席）の全5回に分けて実施した[3][4][5][6][7][8][9][10]。選挙は、宗教やカースト制度等の複雑な背景のもとに行われ、インド共産党毛沢東主義派による地雷や爆発物などを用いた選挙妨害や、違法な金品の授受が公然と行われる光景が見られた [11][12]。
- 4月21日 - インド準備銀行はリバースレポ金利を0.25%引き下げ3.25%にすると発表[13]。

### 5月
- 5月16日
  - インド下院総選挙、一斉開票。国民会議派率いる与党連合が261議席を獲得し、圧勝。シン首相の続投に向けて、弾みをつけた。国民会議派が前回2004年の選挙時の145議席から206議席に大きく勢力を伸ばしたのに対し、最大野党のインド人民党は前回の138議席から116議席へと後退。インド人民党を中心として野党連合は、159議席獲得にとどまった[14][15]。
  - 保健・家族福祉省、アメリカからドバイ経由で帰国した男性について、新型インフルエンザ感染を確認したと発表。インドでの最初の感染確認となる[16]。
- 5月22日 - 第2次マンモハン・シン内閣成立。閣僚の全容は28日に明らかになり、閣僚全33人中27人を国民会議派が占めた。総選挙の勝利に大きく貢献した名門ガンジー一族のラーフル・ガンディーは入閣を辞退した[17][18][19]。

### 6月
- 6月1日
  - シン首相、ラッド豪首相と電話で会談し、最近、オーストラリア国内で頻発するインド人学生襲撃事件について、早期解決を要請した。犯人のほとんどが10代の少年で、インド人狙いの襲撃を「カレー・バッシング」と称していた。インド国内では「人種差別だ」として抗議デモなどの反発の動きが広がった[20][21][22]。
  - インド中部マディヤ・プラデーシュ州と西部のラージャスターン州の州境に架かる橋で、バスが500フィート（約150メートル）の高さからチャンバル川に転落し、乗客ら35人が死亡、10人が負傷した。原因は、橋を渡る際に運転手がコントロールを失ったためと見られており、バスは橋のガードレールに激突し、そのままチャンバル川の河床の乾燥部に落下した。バスはドールプルを出発し、モレナに向かう途中だった[23][24]。
- 6月3日 - インド下院、メイラ・クマールをインド史上初の女性議長に選出。国民会議派に属するクマール議員は、インド社会最下層のダリット出身。野党のインド人民党も賛成した[25][26]。